# 말레이 제도

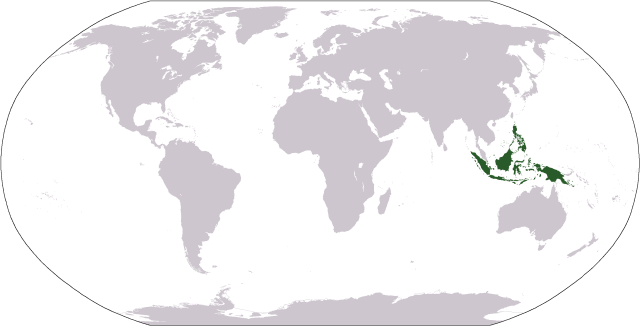
말레이 제도의 위치

말레이 제도(영어: Malay Archipelago, Maritime Southeast Asia)는 동남아시아의 인도차이나 반도와 오스트레일리아 사이의 섬을 말한다. 인도네시아와 필리핀, 브루나이, 말레이시아(동말레이시아), 동티모르, 싱가포르, 그리고 오스트레일리아령인 크리스마스섬으로 구분지은다.
뉴기니섬을 말레이 제도에 넣는 것에 대해서는 여러 이견이 존재한다. 지리적으로나 문화적으로 또는 동물과 식물 등의 분포로 구분할 때 뉴기니 섬은 아시아보다는 오세아니아의 일부로 보는 편이 맞다.
제도 전체의 면적은 2백만 km2가 넘으며, 인구도 3억 명이 넘는다. 가장 넓은 섬은 (뉴기니섬을 제외하면) 보르네오섬과 수마트라섬이며, 가장 인구가 많은 섬은 자와섬이다.
말레이 제도는 오스트레일리아 대륙과 함께 인도양과 태평양의 경계를 이룬다.
지질학적으로 말레이 제도는 매우 흥미로운 곳이다. 화산 활동이 매우 활발하며, 대륙 이동의 결과로 여러 높은 산이 만들어졌다. 가장 높은 산은 보르네오섬 사바주의 키나발루산(해발 4,101 m)이다. (뉴기니섬을 포함하면 푼착자야산(4,884 m)이 제일 높다.)
적도 아래에 위치하여 열대 기후에 속한다. 제도의 동쪽에 비해 서쪽의 강우량이 더 많다.

## 말레이 제도에 있는 나라들
- 인도네시아
- 필리핀
- 브루나이
- 말레이시아 (동말레이시아)
- 동티모르
- 싱가포르
- 크리스마스섬 (오스트레일리아)

## 말레이 제도에 속하는 제도
- 순다 열도
  - 대순다 열도
  - 소순다 열도
- 말루쿠 제도
- 필리핀 제도

## 같이 보기
- 동남아시아
- 동남아시아 국가연합
- 인도차이나반도
- 대륙 동남아시아
- 해양 동남아시아